# نورمان ويلي
نورمان ويلي (بالإنجليزية: Norm Willey) هو لاعب كرة قدم أمريكية أمريكي، ولد في 22 أغسطس 1927 في Hastings, West Virginia ‏ في الولايات المتحدة، وتوفي في 18 أغسطس 2011.

## وصلات خارجية
- نورمان ويلي على موقع كلية كرة السلة في سبورتس رفرنس.كوم (الإنجليزية)
- نورمان ويلي على موقع مرجع كرة القدم المحترفة.كوم (الإنجليزية)